# Maria Broel-Plater-Skassa
Maria Janina Broel-Plater-Skassa (* 18. Dezember 1913 in Warschau; † 21. Februar 2005 ebenda) war ein Opfer der Gasbrandversuche während der Zeit des Nationalsozialismus.

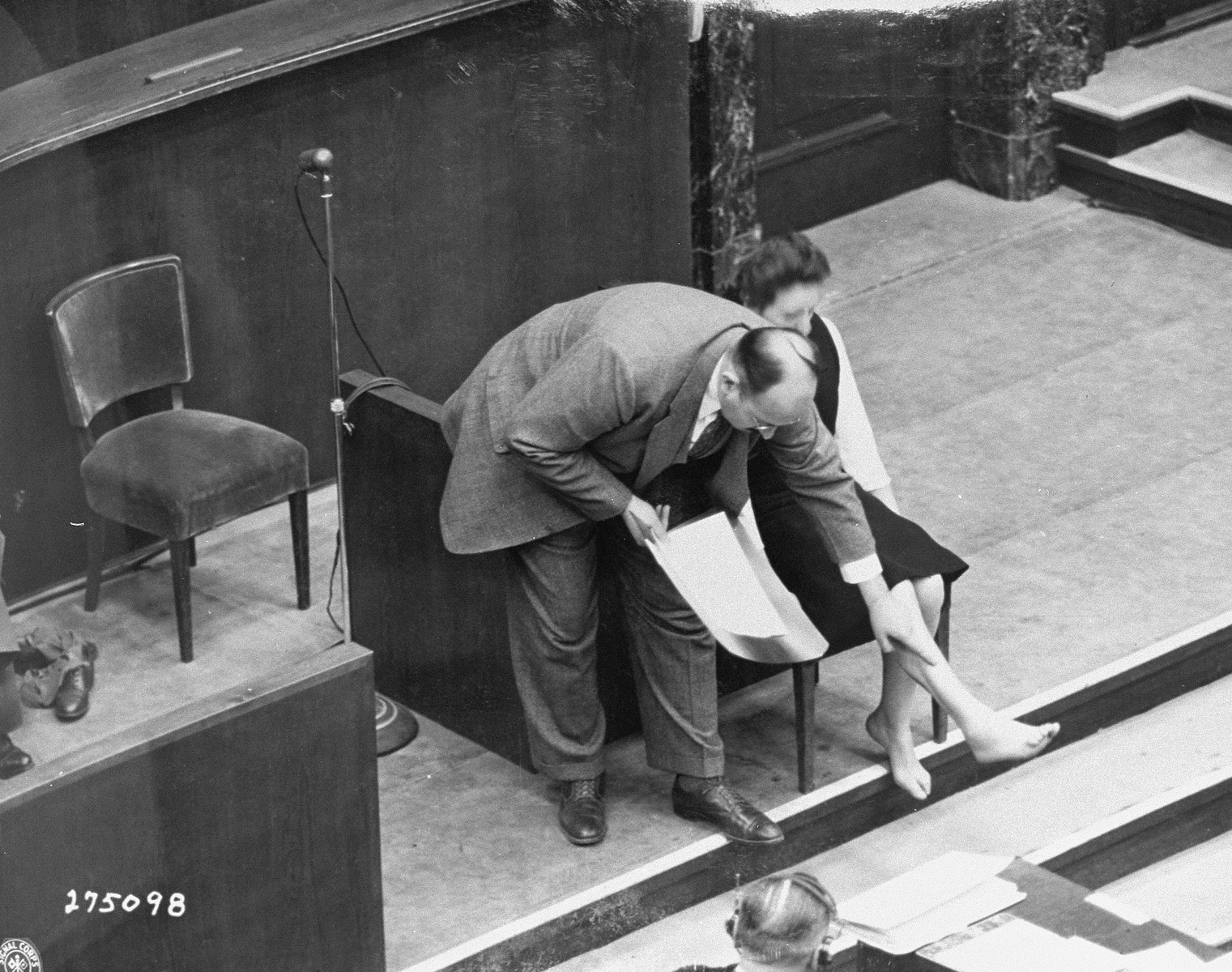
Leo Alexander erläutert am 20. Dezember 1946 während des Nürnberger Ärzteprozesses an Maria Broel Plater einige Experimente der pseudomedizinischen Menschenversuche.

## Leben
Sie war die Tochter des Grafen Anton Broel-Plater (1881–1946?) und einer Gutsbesitzerin. 1936 bekam Plater eine pharmazeutische Ausbildung. Im September 1939 floh sie nach Ungarn. Im August 1940 kehrte sie nach Polen zurück, schloss sich der Widerstandsbewegung an und leitete eine Gruppe Kuriere. Am 12. Juni 1941 wurde sie verhaftet und durch die Gestapo im Gefängnis Lublin gefoltert.
Am 23. September 1941 wurde Plater in das KZ Ravensbrück gebracht und arbeitete im Straßenbau. Im Winter 1942/1943 wurde sie Opfer medizinischer Versuche. Dabei wurden ihr an den Unterschenkeln Wunden zugefügt, die man mit Gasbrand infizierte. Als sie vier Wochen später wieder arbeiten musste, waren ihre Beine noch nicht verheilt. Im März 1943 protestierte Maria B. Plater mit anderen Gefangenen bei der Lagerleitung gegen die Operationen.
Am 23. April 1945 wurde Plater durch die Rote Armee befreit. Am 19. Dezember 1946 sagte Plater zusammen mit drei anderen Versuchsopfern beim Nürnberger Ärzteprozess aus. Erst dann erfuhr man über die Ziele der Versuche. 1995 schilderte Maria Broel-Plater ihre Erlebnisse in dem Dokumentarfilm „Man nannte uns Kaninchen“ von Loretta Walz. Ab 2001 lebte sie in Warschau.

## Medien
- Loretta Walz (Buch und Regie): Man nannte uns Kaninchen. Die medizinischen Versuche an polnischen Frauen in Ravensbrück (BRD, 1995, 55 Min.)